# Squadra dei Mauri
La Squadra dei Mauri (in latino Squadra Maurorum) era una speciale pieve amministrativa del Ducato di Milano costituitasi negli inizi del Quattrocento con capoluogo Bosisio secessionando dalla Pieve di Incino. La sua particolarità deriva dal fatto di non essersi evoluta come un calco di strutture religiose, ma di essere un puro risultato di dinamiche feudali.

## Storia
Nel 1441 il conte Luigi dal Verme venne investito del feudo della Pieve di Incino, dalla quale dipendevano le squadre dei Mauri e di Nibionno. La denominazione di squadra de' Mauri (o dei Maveri) era tipica di quell'area politica e religiosa compresa nel contado della Martesana che dalla metà del XIV secolo diverrà parte della Squadra di Canzo e godeva di grandi privilegi per via della potente famiglia ghibellina dei Mauri, favorita più volte da Bernabò Visconti e da Gian Galeazzo Visconti con esenzioni da imposte specifiche e da ottimi rapporti con la chiesa. Secondo un antico modello romano, usualmente le pievi erano ripartite in quattro squadre che non costituivano organi amministrativi bensì circoscrizioni a fini fiscali, censuari, statistici e, appunto, elettorali, come collegi per determinare i seggi al Consiglio generale della pieve. I motivi per cui la Squadra riuscì ad affrancarsi dalla Pieve di Incino divenendo nei fatti, anche se non nel titolo, una pieve a sé, è oggetto di insoluto dibattito storiografico; si può comunque ipotizzare che i feudatari siano riusciti a guadagnarsi un potere proprio talmente grande da elevare nei fatti il loro feudo al rango di baronia, dandogli una configurazione separata.
Dal Rinascimento dunque, il bosisiese costituì una circoscrizione amministrativa con un proprio Consiglio generale. Questo processo storico non deve comunque stupire, dato che in quei secoli il potere statale non aveva alcun interesse ad interferire con quello locale fintanto quanto gli venisse garantito quello che era il suo principale interesse, ossia il gettito fiscale. La struttura amministrativa si evolse dal basso, senza alcun inquadramento legislativo, e dunque la formazione di entità anomale non poteva nei fatti escludersi. La pieve rimase in auge sino al Settecento giungendo sino al 1797 quando perse la propria autonomia venendo soppressa dalla Repubblica Cisalpina in seguito all'arrivo dell'esercito di Napoleone.

## Territorio
Nella seconda metà del XVIII secolo, il territorio della corte era così suddiviso:
| Pieve civile                          |
| Comune di Bosisio con Garbagnate Rota |
| Comune di Cesana                      |
| Comune di Pusiano                     |
| Comune di Suello con Borima           |

Dal punto di vista ecclesiastico, tutto il territorio era a quel tempo incluso nella Pieve di Santa Maria Nascente di Erba.